# 馬提亞
馬提亞或譯瑪弟亞、瑪迪（希伯來語：מתיאס הקדוש，拉丁化转写：Mattityahu），据《使徒行傳》记载，是耶稣的使徒中剩下的十一位在耶稣升天后补选出的宗徒，代替因自杀而死的加略人猶大。他作为一名使徒的圣召是独特的，因为他受召于耶稣升天之后，又在聖神降臨之前。
在希伯来语中，“馬提亞”意为“神的恩赐”。

## 教会传统与文献记载
在对观福音中，没有记载馬提亞的事迹。根据使徒行傳第一章，在耶稣升天之后，十一位使徒為遞補死去的猶大，於是選舉兩個人，就是巴撒巴和馬提亞。
眾人就禱告說：主啊，你知道萬人的心，求你從這兩個人中，指明你所揀選的是誰，叫他得這使徒的位分。這位分猶大已經丟棄，往自己的地方去了。
於是眾人為他們搖籤，搖出馬提亞來；他就和十一個使徒同列。
之后新约中没有关于馬提亞更多的记载。其他文献中，甚至他的名字也是可变的：欧瑟伯文献的叙利亚版本称呼他为“多禄茂”，这并非指原十二使徒里的巴多羅買（又譯巴爾多祿茂；亞歷山大的克雷芒则認為馬提亞即是撒該；Clementine Recognitions记载他是巴拿巴；Hilgenfeld认为他就是約翰福音里所说的拿但業。
根据尼赛福禄·卡利斯图斯·桑卓普洛斯(Historia eccl., 2, 40)，馬提亞先去了犹太行省传教，然后去了传说中的埃塞俄比亚（其实在当时是指科尔基斯地区，今位于格鲁吉亚），并在科尔基斯受石刑而死。馬提亞的遗体被宣称埋葬在格鲁吉亚阿扎尔自治共和国的一座罗马堡垒（Gonio fortress）的遗址内。
Synopsis of Dorotheus囊括了这样的记录：
Matthias in interiore Æthiopia, ubi Hyssus maris portus et Phasis fluvius est, hominibus barbaris et carnivoris praedicavit Evangelium. Mortuus est autem in Sebastopoli, ibique prope templum Solis sepultus.

"Matthias preached the Gospel to barbarians and meat-eaters in the interior of Ethiopia, where the sea harbor of Hyssus is, at the mouth of the river Phasis. He died at Sebastopolis, and was buried there, near the Temple of the Sun."
现存的埃塞俄比亚人文献安德烈与玛弟亚行传，叙述玛弟亚在埃塞俄比亚“食人族的城市”里传教。
另一方面，犹太人传统上保留着馬提亞是在耶路撒冷受石刑，其后被斩首而死的说法。另外，根据圣希波律陀的记载，馬提亞因年老体衰在耶路撒冷去世。
亞歷山大的克雷芒叙述道 (Stromateis vi.13.)：
Not that they became apostles through being chosen for some distinguished peculiarity of nature, since also Judas was chosen along with them. But they were capable of becoming apostles on being chosen by Him who foresees even ultimate issues. Matthias, accordingly, who was not chosen along with them, on showing himself worthy of becoming an apostle, is substituted for Judas.

## 作品
现存有以玛弟亚为作者的玛提亚福音部分片段，但早期教父们认为这是二世纪异端的托名作品，即伪经。

## 纪念
关于罗马天主教内圣玛弟亚的庆日，11世纪时的圣人历，是于3月前的第六日（通常于2月24日，遇闰年则于2月25日）。在圣人历于1969年改革之后，他庆日被转移到5月14日，这样他的庆日就不会在四旬期内庆祝，而在复活期内，临近耶稣升天节。
东方正教会则于8月9日庆祝他的瞻礼日。
英国国教会《公祷书》内的历法上，于2月24日纪念玛弟亚。
圣玛弟亚的圣髑被宣称葬于德国特里尔的圣玛弟亚修道院，由君士坦丁大帝的母亲圣海伦纳安排运到那里。而在希腊教会的传统中，圣玛弟亚的圣髑被藏在格鲁吉亚阿扎尔自治共和国的罗马堡垒（Gonio fortress）遗址内。